# Soulaucourt-sur-Mouzon
Soulaucourt-sur-Mouzon é uma comuna francesa na região administrativa de Grande Leste, no departamento de Haute-Marne. Estende-se por uma área de 9,2 km². Em 2010 a comuna tinha 99 habitantes (densidade: 10,8 hab./km²).